# Weleka

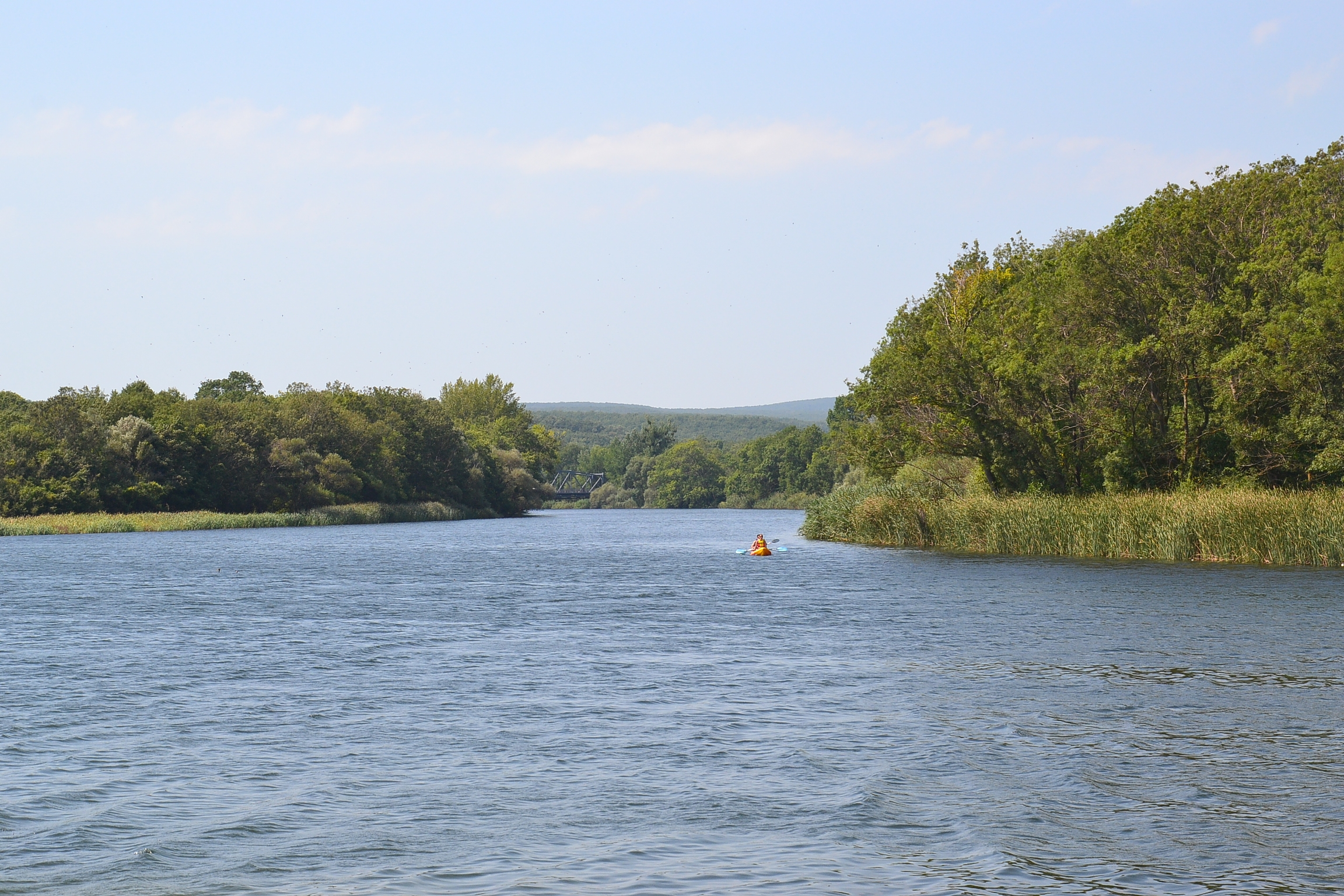
Weleka w pobliżu ujścia do morza we wsi Sinemorec

Weleka (bułg. Велека, tur. Kocadere) – rzeka w południowo-wschodniej Bułgarii i w europejskiej części Turcji, uchodząca do Morza Czarnego. Długość – 147 km (24 km w Turcji, 123 km w Bułgarii), powierzchnia zlewni – 955 km².
Źródła Weleki mają charakter krasowy i znajdują się w tureckiej części gór Strandża koło wsi Kofçaz. Rzeka płynie na wschód i koło wsi Moriane przecina granicę turecko-bułgarską. W górnym biegu, do bułgarskiej wsi Zwezdec, Weleka ma charakter wybitnie górski – ma duży spadek, płynie wąską (do 20 m) doliną o stromych zboczach. Poniżej tej wsi spadek się zmniejsza, dolina się poszerza i rzeka zaczyna meandrować, stopniowo nabierając charakteru rzeki nizinnej. Na odcinku ujściowym szerokość doliny sięga 1000 metrów, szerokość koryta – 10 m, a głębokość – 4 m. Weleka uchodzi wprost do Morza Czarnego na północ od wsi Sinemorec.